# Hemigyrus amplus
Hemigyrus amplus är en insektsart som beskrevs av Brunner von Wattenwyl 1893. Hemigyrus amplus ingår i släktet Hemigyrus och familjen vårtbitare. Inga underarter finns listade i Catalogue of Life.